# Benedenwindse Eilanden (Kleine Antillen)
De Benedenwindse Eilanden of Eilanden beneden de wind is een groep eilanden in de Caribische Zee, behorende tot de Kleine Antillen. Tot deze groep behoren onder meer de eilanden Aruba, Bonaire en Curaçao, ook wel de ABC-eilanden genoemd. De naam verwijst naar de ligging ten opzichte van de heersende noordoostelijke passaatwinden.

## Overzicht
De Benedenwindse eilanden bestaan vanaf de uiterste noordoostpunt van Venezuela uit de volgende eilanden en eilandgroepen:
- Venezolaanse Antillen
  - Islas Los Testigos
  - La Sola
  - Islas Los Frailes
  - Isla Margarita
  - Coche
  - Cubagua
  - Islas Los Hermanos
  - Blanquilla
  - Tortuga
  - Orchila
  - Islas Los Roques
  - Islas de Aves
- ABC-eilanden
  - Bonaire en Klein Bonaire
  - Curaçao en Klein Curaçao
  - Aruba
- Islas Los Monjes (Venezuela)

## Verwarring
De onderverdeling in het Engels wijkt af van die in het Nederlands (en enkele andere talen, zoals het Frans en het Duits). Het noordwestelijke deel van de Bovenwindse Eilanden heet in het Engels "Leeward Islands" (letterlijk Benedenwindse Eilanden). De Benedenwindse Eilanden, zoals in dit artikel beschreven worden in het Engels de Leeward Antilles genoemd. Dit zijn dan Aruba, Bonaire, Curaçao en de Venezolaanse eilanden Las Aves, Los Roques, Orchila, La Blanquilla, Los Hermanos en Los Testigos.
In de Stille Oceaan liggen bovendien de Benedenwindse Eilanden van Frans-Polynesië.